# City in the Sky (canción)
«City in the Sky» es una canción interpretada por el grupo vocal estadounidense Staple Singers. Fue publicada en junio de 1974 como el sencillo principal de su álbum del mismo nombre.

## Grabación
Las sesiones de grabación de City in the Sky se llevaron a cabo en Muscle Shoals Sound, un estudio ubicado en Sheffield, Alabama, en octubre de 1972, y en Ardent Studios, ubicado en Memphis, Tennessee, en febrero de 1973. Los instrumentos de cuerda se grabaron en Pampa Recording Studios, ubicado en Warren, Minnesota, en abril de 1973. Al Bell produjo el álbum y los músicos de sesión incluían a Clayton Ivey en el órgano, Barry Beckett en el teclado, David Hood en el bajo, y a Roger G. Hawkins en la batería.

## Recepción de la crítica
Un escritor no especificado de la revista Cash Box declaró: “Mavis, al frente como siempre, canta algunas letras excelentes con su delicadeza habitual y Pops y el resto de la pandilla agregan ese toque extra de funk que convierte a este grupo en las estrellas que son”.

## Lista de canciones
7-inch single – Stax STA-0215
1. «City in the Sky» – 3:40
2. «That's What Friends Are For» – 4:14

## Créditos y personal
Créditos adaptados desde las notas de álbum de City in the Sky.
Staple Singers
- Roebuck Staples – voces
- Mavis Staples – voces
- Yvonne Staples – voces
- Cleotha Staples – voces

Músicos adicionales
- Clayton Ivey – órgano
- Barry Beckett – teclados
- Jimmy Johnson – guitarra
- Eddie Hinton – guitarra
- David Hood – bajo eléctrico
- Roger G. Hawkins – batería
- The Memphis Horns – cuerdas

Personal técnico
- Al Bell – productor

## Posicionamiento
| Gráfica (1974)                              | Pico de posición |
| ------------------------------------------- | ---------------- |
| Estados Unidos (Billboard Hot 100)          | 79               |
| Estados Unidos (Billboard Hot Soul Singles) | 4                |
| Estados Unidos (Cash Box Top 100 Singles)   | 58               |